# 明光鎧
明光鎧（めいこうがい、めいこうよろい）とは、中国の甲冑・鎧の形式の一つ。古代後期に用いられた。

## 概要
後漢末期に登場し、南北朝時代から唐代にかけて広く使用された。胸部と背部を楕円形の鉄板で保護した鎧。中国では小札を繋ぎ合わせた鎧が主流であるが、明光鎧は急所となる上半身を一枚の鉄板で作ることで防御力を高めている。
小説・ドラマ・ゲーム等では三国時代の武将たちがこの鎧を着た姿で登場することが多く、「中国の鎧」としてのイメージが一般に定着しているが、三国時代の軍では全身を鱗状の金属片で覆う筒袖鎧という形式が一般的で、実際に明光鎧を使用していたのは一部の位の高い将官に限られていたと思われる。

## 構造
胸の前と背中には「円護」と呼ばれる鉄製の大きな丸い保護カバーが装着されており、その表面は錆による腐食を防ぐ目的で漆が塗られたうえで磨かれていた。そのため円護の表面は鏡面のようで、日光をよく反射して光ったといい、これが鎧の名の由来となったという。
防腐処理の方法の違いによっては反射の無い物もあり、これは「黒光鎧（こくこうがい、こくこうよろい）」と呼ばれて区別される。腹部から腰部にかけては、細かい金属片を繋ぎ合わせて作り、柔軟性を持たせている。この胸背甲に、上腕を守る披膊、脚部を守る腿裙が付属する。唐代にはこれに、首筋を守る護項、肩を守る護肩が追加され、腹部も円形の鉄板で守るようになった。

## バリエーション
胸部以外の部位に使用する甲片の形状によって、細鱗甲、山文甲、鳥錘甲などに細分される。唐代の中頃になり国家が安定期に入ると、実用性よりも装飾性が重視されるようになり、華美な模様や彩色が甲冑の表面に施された。また、外見は明光鎧に似せつつ、急所以外の部位を布で作った白布甲、絹甲、布背甲なども登場した。唐代末期に政情が不安定になると、再び実用性が重視された金属や皮革の甲冑が使用されるようになった。